# Escàs
Escàs é uma localidade de Andorra, situada na paróquia de La Massana. Situada a 1.343 metros de altitude, sua população em 2015 foi estimada em 59 habitantes.